# Monica Espina
Pour les articles homonymes, voir Espina.
Monica Espina est une metteure en scène, traductrice et adaptatrice née à Buenos Aires en Argentine. 

## Biographie
Titulaire d’un diplôme de professeur en Lettres modernes de l’Université de Buenos Aires et d’un DEA en sciences du langage de l’EHESS Paris, formée au théâtre en Argentine, où elle est née et en France où elle vit et travaille principalement, elle est metteur en scène de la compagnie Quebracho Théâtre dont elle développe l'activité à partir des écritures contemporaines et de la recherche de nouvelles formes théâtrales pluridisciplinaires.
Monica Espina intervient régulièrement dans des cycles de formation de l'acteur et des publics amateurs ou professionnels, participe aux activités d'action culturelle autour de ses créations et collabore avec d'autres artistes et professionnels de la culture à des formations, des colloques et performances collectives. Elle a été enseignante à l'école du théâtre national de Chaillot, intervient notamment au Conservatoire national des arts et métiers de Paris, au CDN de Béthune et au CIFAS de Bruxelles. Elle a également mené des ateliers d'écriture en milieu carcéral.
Elle s’associe sur divers projets à Synesthésie, revue d’art contemporain en ligne et collabore aux performances de WOS collectif de scénographes créé par Claire Dehove. Elle participe aux travaux de www.ventscontraires.net la revue collaborative en ligne du théâtre du Rond-Point.

## Démarche
« Si je devais définir comment je conçois mon métier de metteur en scène, je dirais que c'est la possibilité de produire des écritures dans l'espace en créant des résonances entre le vivant et le virtuel. Ainsi, par l'expiration et l'application des moyens technologiques divers, j'essaie de repousser les limites du corps, de le multiplier, le décomposer, l'explorer, lui faire vivre des vies parallèles et habiter plusieurs espaces à la fois : autant de manières d'interroger les outils qui composent la représentation [...] le premier corps auquel je me confronte c'est le texte. » « Dans cette expérience collective qu'est le théâtre, le public est partie intégrante de la création. »

## Créations
- 1997 : Football et autres réflexions de Christian Rullier[7] au théâtre de l’alliance française de Buenos Aires[8],[9]
- 1999 : Drames brefs 2 de Philippe Minyana au Centre culturel Recoleta à Buenos Aires
- 2001 : Plate-bande de Philippe Minyana à l’Atelier du Plateau – Paris
- 2002 : La Compagnie des spectres[10] de Lydie Salvayre au théâtre national de Chaillot
- 2004 : Les Infortunes de la raison et Cinemasses textes de Jean-Paul Curnier dans le cadre des Rencontres de la Cartoucherie de Vincennes
- 2005 : La Vie amoureuse sécrète d’Ophélie de Steven Berkoff au Centre d'art du Domaine de Chamarande
- 2006 : Tragedy : a tragedy de Will Eno à la Générale et au théâtre de Brétigny
- 2009 : Lady Macbeth’s factory de Monica Espina aux Labomatics de La Rose des vents - Scène nationale de Villeneuve d’Ascq
- 2010 : Variations Jaz à partir de Jaz de Koffi Kwahulé aux Centres culturels français de Kinshasa et de Lubumbashi
- 2011 : Les Solos : Tu devrais venir plus souvent et J’ai remonté la rue et J’ai croisé des fantômes de[11] Philippe Minyana au théâtre des Abbesses/théâtre de la Ville
- 2013 : Le Monstre des H – Western gothique libre adaptation à partir du roman de Richard Brautigan au théâtre de l'Échangeur de Bagnolet[12]
- 2013 : Dare la Mano Al Ross au Teatro Rossi Aperto et dans les rues de Pise
- 2014 : You’re welcome - Le Flash des bonnes manières de Monica Espina au château de Blandy-les-Tours/CG77

## Adaptations
- 1997 : Football et autres réflexions de Christian Rullier, adaptation en espagnol
- 1999 : Drames Brefs 1 et 2 de Philippe Minyana, traduction en espagnol
- 2002 : La Compagnie des Spectres de Lydie Salvayre, adaptation du roman pour le théâtre
- 2004 : La Vie amoureuse secrète d’Ophélie de Steven Berkoff, adaptation de l'anglais (Grande-Bretagne)
- 2005 : Tragedy : a tragedy de Will Eno, adaptation de l'anglais (États-Unis)
- 2012 : Le Monstre des Hawkline libre adaptation du roman de Richard Brautigan (États-Unis)

## Publications
- Dramas Breves (1) y (2), Philippe Minyana, Adaptation Monica Espina, Ediciones Artes del Sur / Buenos Aires, 2003, 120 p.  (ISBN 978-987-981-38-29)
- "De l'inquiétude du contact entre l'image et le réel", Monica Espina, in Pacsale Weber, Jean Delsaux, De l'espace virtuel. Du corps en présence, Presses universitaires de Nancy, collection "Épistémologie du corps", 2010, p. 209-215  (ISBN 978-2-8143-0009-5)